# Scoot Henderson
 Sterling "Scoot" Henderson  (Marietta, 3 februari 2004) is een Amerikaans basketballer die sinds 2023 als point guard uitkomt voor de Portland Trail Blazers.

## Carrière
Op 21 mei 2021 tekende Henderson op 17-jarige leeftijd een contract bij de NBA G League Ignite in de NBA G League. Op 17 november 2021 maakte hij zijn debuut in de NBA G League, waarmee hij de jongste speler werd in de geschiedenis van de G League. Na twee seizoenen in de NBA G League stelde Henderson zich in 2023 beschikbaar voor de NBA draft en werd als 3e in de eerste ronde gekozen door de Portland Trail Blazers, waar hij kort nadien een contract tekende. Op 25 oktober 2023 maakte Henderson zijn NBA-debuut in een wedstrijd tegen de Los Angeles Clippers. In Portland wordt Henderson sporadisch uitgespeeld als basisspeler. 

## Statistieken
| Legenda | Legenda                | Legenda | Legenda                 | Legenda | Legenda               |
| ------- | ---------------------- | ------- | ----------------------- | ------- | --------------------- |
| WG      | Wedstrijden gespeeld   | WS      | Wedstrijden als starter | MPW     | Minuten per wedstrijd |
| FG%     | Fieldgoal-percentage   | 3P%     | Drie-punterpercentage   | VW%     | Vrije-worppercentage  |
| RPW     | Rebounds per wedstrijd | APW     | Assists per wedstrijd   | SPW     | Steals per wedstrijd  |
| BPW     | Blocks per wedstrijd   | PPW     | Punten per wedstrijd    | Vet     | Hoogste in carrière   |

### Regulier NBA-seizoen
| Seizoen  | Team                   | WG  | WS | MPW  | FG%  | 3P%  | FW%  | RPW | APW | SPW | BPW | PPW  |
| -------- | ---------------------- | --- | -- | ---- | ---- | ---- | ---- | --- | --- | --- | --- | ---- |
| 2023/24  | Portland Trail Blazers | 62  | 32 | 28,5 | 38,5 | 32,5 | 81,9 | 3,1 | 5,4 | 0,8 | 0,2 | 14,0 |
| 2024/25  | Portland Trail Blazers | 66  | 10 | 26,7 | 41,9 | 35,4 | 76,7 | 3,0 | 5,1 | 1,0 | 0,2 | 12,7 |
| Carrière | Carrière               | 128 | 42 | 27,5 | 40,1 | 34,0 | 79,3 | 3,1 | 5,2 | 0,9 | 0,2 | 13,3 |